# Rivolta di Kiev
La rivolta di Kiev è scoppiata in risposta alle leggi anti-protesta ucraine (annunciate il 16 gennaio 2014 e messe in atto cinque giorni dopo), ed è sfociata in una serie di scontri nel centro di Kiev a via Hrushevshoko, fuori dallo Stadio Dinamo Lobanovski ed adiacente alle proteste dell'Euromaidan in corso.
Durante una manifestazione dell'Euromaidan che radunò più di 200 000 persone, i manifestanti marciarono verso la Verkhovna Rada dove incontrarono i cordoni della polizia. Dopo una fase tesa di stallo, la polizia cominciò ad affrontare i manifestanti con episodi di violenza. Da quel momento i manifestanti eressero barricate per impedire l'avanzamento delle truppe del governo. Quattro manifestanti sono stati confermati deceduti durante gli scontri con le forze dell'ordine, tre dei quali uccisi.
Il 28 gennaio 9 delle 12 leggi anti-protesta vennero abrogate e il Primo ministro Mykola Azarov rassegnò le dimissioni, annunciando la nascita di una legge di amnistia per i manifestanti arrestati e accusati. Il 14 febbraio seguente i gruppi incaricati di organizzare la situazione di stallo concordarono nello sbloccare parzialmente la strada per ripristinare il traffico ma mantenendo le barricate e le proteste. Dopo l'amnistia dei manifestanti del 16 febbraio, la polizia e i manifestanti si ritirarono entrambi, consentendo l'apertura di un corridoio per il traffico. Il 18 febbraio, ancora una volta, migliaia di manifestanti marciarono verso il Parlamento, ristabilendo gli stalli con la polizia in via Hrushevskoho e nelle strade collegate. Entro il giorno seguente, tutte le barricate vennero eliminate dalle strade e i manifestanti vennero respinti.

## Cronologia degli eventi

### 19 gennaio

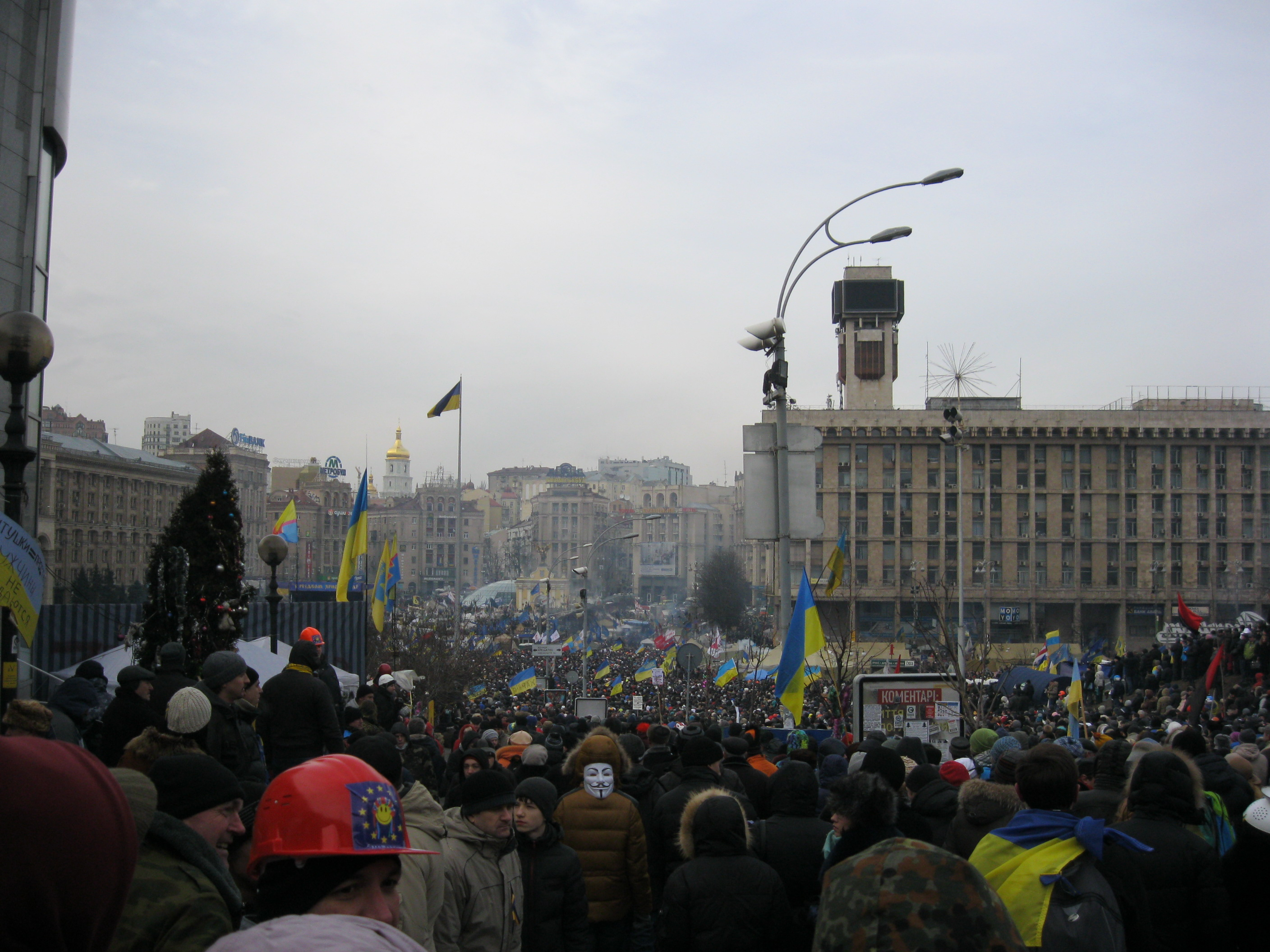

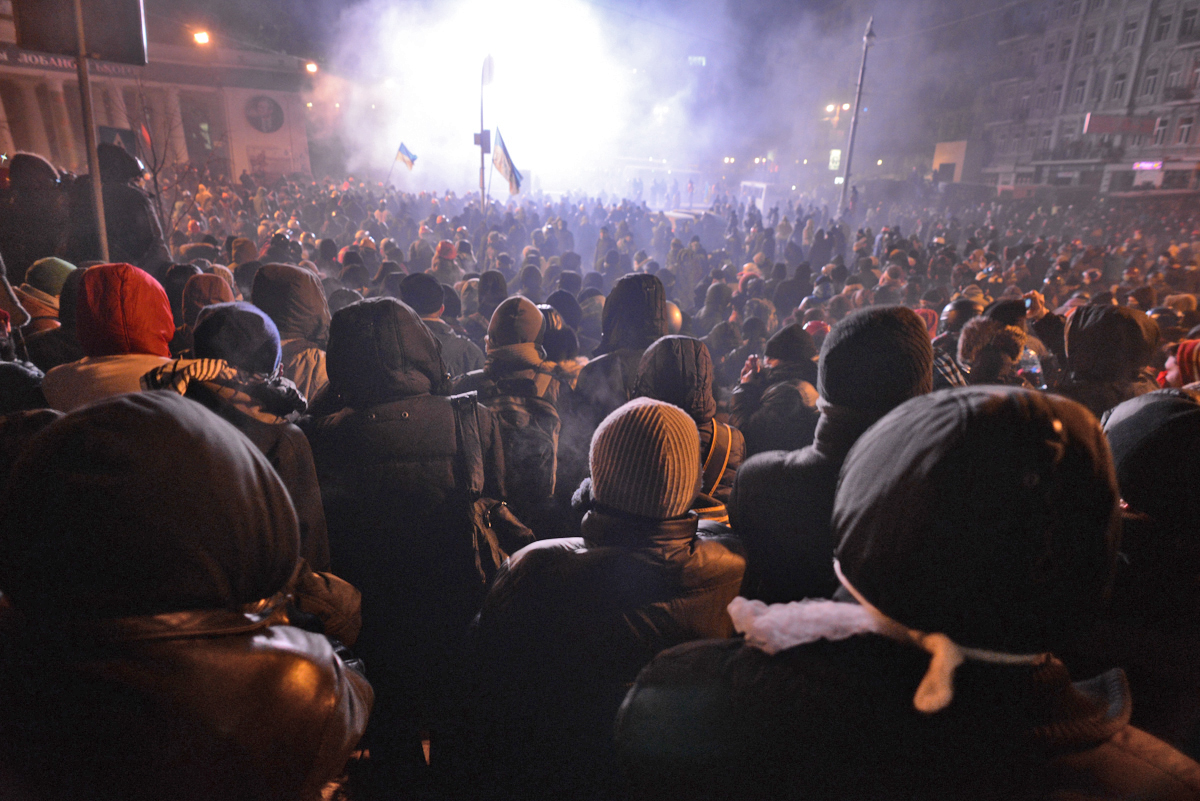
200000 persone scesero in piazza il 19 gennaio 2014 per protestare contro le leggi anti-protesta a Kiev

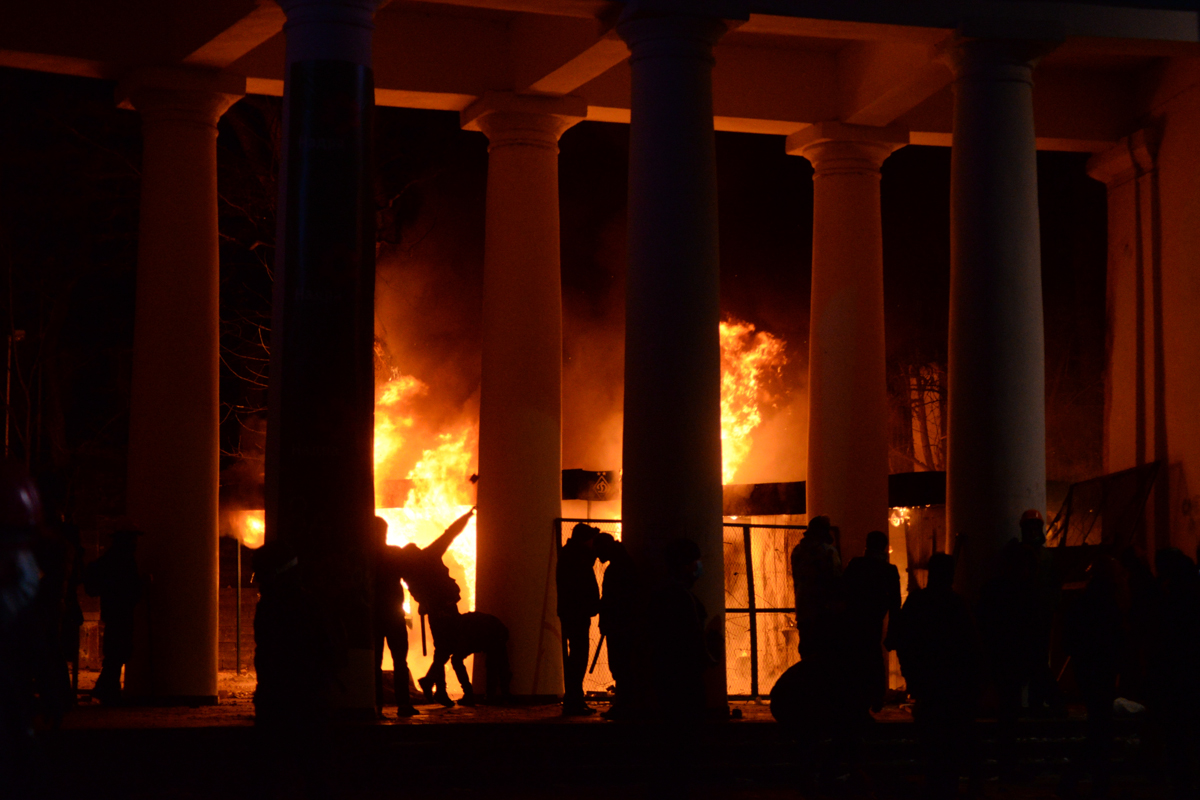
L'ingresso al Dynamo Stadium vicino Hrushevskoho incendiata il 19 gennaio 2014

Il 19 gennaio 2014, nel centro di Kiev, ha luogo il nono giorno consecutivo di protesta contro le leggi anti-protesta - dette "leggi Dittatura" - da parte dell'Euromaidan, che riesce a far scendere in strada più di 200 000 persone. Al raduno partecipano anche i maggiori leader dell'opposizione, ma è anche la prima apparizione pubblica di Tetjana Čornovol dal suo presunto attacco da parte delle autorità. Molti manifestanti ignorarono il divieto di occultamento del volto, indossando delle maschere del partito, mentre altri indossarono elmetti e maschere anti-gas. Dmytro Bulatov, leader del movimento AutoMaidan, politicamente vicino e sostenitore dell'EuroMaidan, chiedeva la nomina di un singolo candidato dell'opposizione. I leader di Bat'kivščyna (il partito di Julija Tymošenko) Arsenij Jacenjuk e Oleksandr Turčynov, dichiararono che un nuovo, alternativo parlamento dev'essere creato.

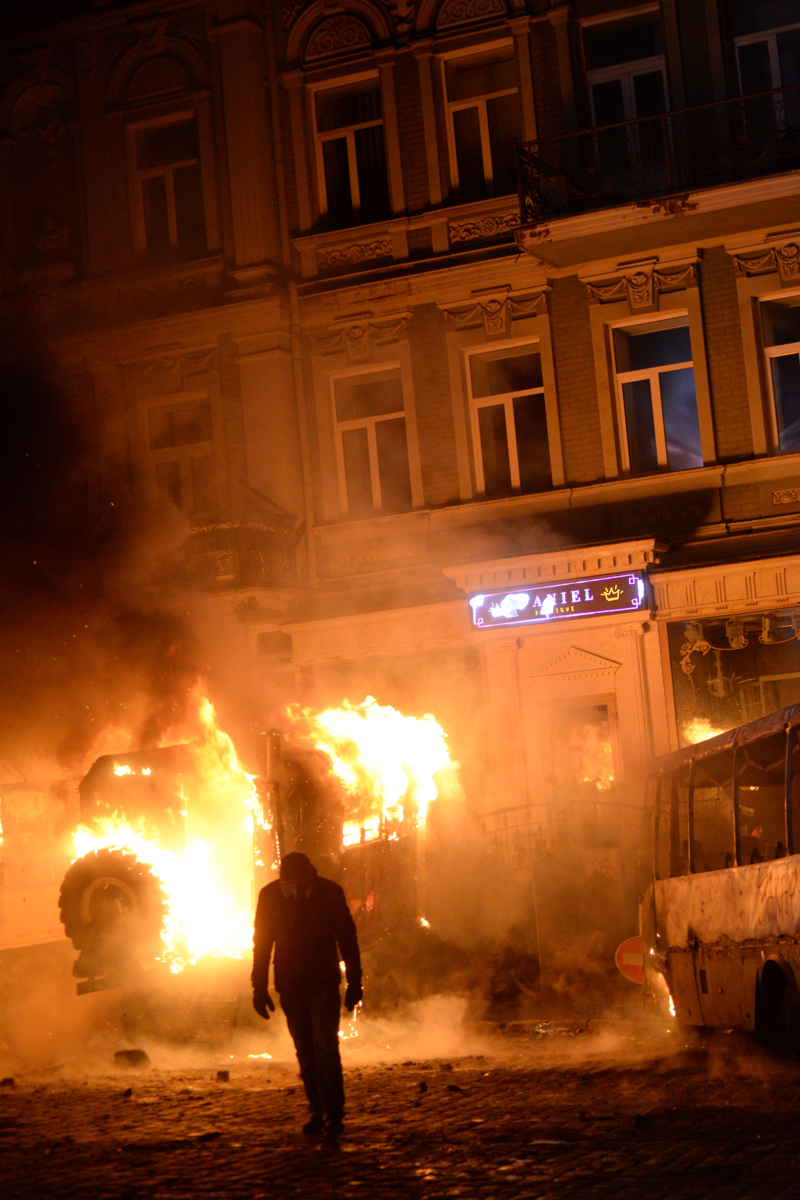
Un attivista pro-UE cammina vicino alle barricate in fiamme ed ai veicoli della polizia il 19 gennaio

Gli attivisti dell'EuroMaidan si appellarono ai militari per la loro "solenne fedeltà al popolo ucraino", cercando di supportare i manifestanti piuttosto che il "regime criminale", cercando di convincerli a non eseguire "ordini criminali", in particolare l'uso della forza contro i civili, e promettendo a chi si sarebbe licenziato rifiutando di eseguire ordini di violenza, un posto sicuro nel nuovo governo che sarebbe stato installato. L'ex capo della marina militare ucraina, contrammiraglio Igor Tenjuch, rimosso dal presidente Viktor Janukovyč nel 2010, espresse le proprie preoccupazioni per il "colpo di Stato previsto" e chiese agli agenti delle forze militari di sfidare gli ordini "illegali" di chi era al potere."Domani il regime asservirà anche voi. Perciò chiediamo a voi di soddisfare il vostro giuramento militare di fedeltà al popolo ucraino e non alle autorità che sono andate fuori dai binari", dice la citazione.
Gli scontri iniziarono quando migliaia di manifestanti scesero in strada verso il Parlamento tramite via Hrushevskoho, venendo raggiunti dai cordoni di polizia e bloccati dai mezzi militari. La polizia avvertì i manifestanti che chiunque avesse superato la distanza di tre metri tra i manifestanti e la polizia, gli agenti lo avrebbero considerato una minaccia e avrebbero agito di conseguenza. La tensione sale: i manifestanti cominciano ad attaccare la polizia con bastoni, tubi, caschi e maschere antigas e gli agenti rispondono sparando con proiettili di gomma e lanciando granate fumogene.

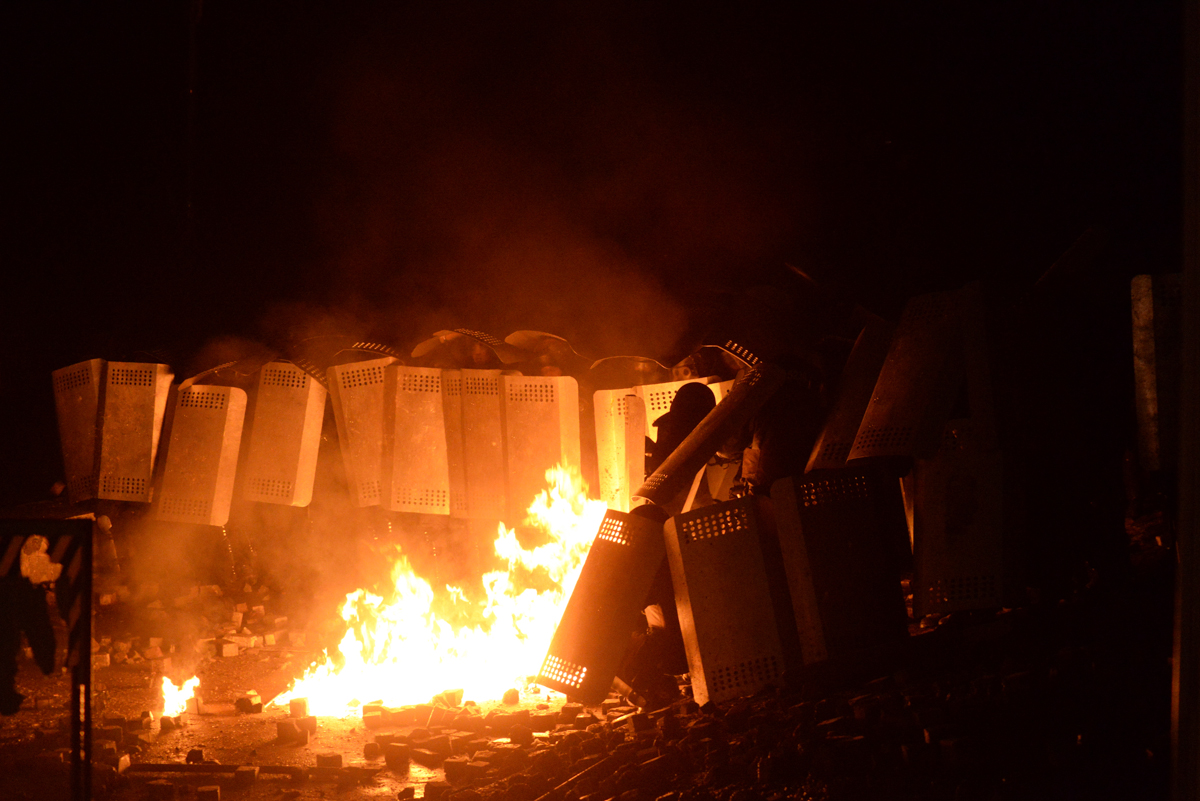
19 gennaio 2014, via Dynamivska: le forze interne stanno in posizione difensiva, proteggendosi dalla pioggia di molotov lanciate dagli attivisti durante le proteste dell'EuroMaidan.

Uno dei leader dell'opposizione, Vitalij Klyčko, che nella stessa giornata aveva cercato di calmare le acque, venne spruzzato con un estintore da un manifestante nella folla, riconosciuto come traditore. A seguito di questo episodio, delle immagini televisive in diretta riportavano i manifestanti mentre tentavano di rovesciare un bus della polizia, successivamente incendiato con delle molotov. Almeno tre pullman vennero rovesciati dai rivoltosi. Per spegnere le fiamme vennero usati dei cannoni d'acqua: questi vennero anche usati contro i rivoltosi in uso illegale della forza, per via delle fredde temperature. I rivoltosi riuscirono ad incendiare diversi veicoli della polizia, che fu costretta ad utilizzare nuovamente proiettili di gomma contro gli attivisti.
FIno a 10 000 rivoltosi rimasero nei pressi dello Stadio Dinamo Lobanovski dalle 22:00, proseguendo le loro azioni con scontri e disordini tanto che il fumo riempiva l'aria provenendo dai veicoli in fiamme. L'intera linea di autobus della polizia usati nel blocco venne incendiata, e all'incirca verso mezzanotte, quasi tutto intorno allo Stadio Dinamo stava bruciando. Commentando la situazione, la parlamentare dell'opposizione Lesja Orobec' ha dichiarato: "la guerra è finalmente iniziata, le leggi non si applicano più". Notizie da Leopoli indicarono che i manifestanti delle città di Leopoli, Kaluš, Ivano-Frankivs'k erano stati bloccati dalle unità militari distribuite a Kiev; situazione simile a quella di Rivne, dove i manifestanti vennero bloccati dalle truppe Berkut. Gli attivisti di AutoMaidan, alle 3:00 del mattino, bloccarono tutte le uscite della tenuta Mežyhir"ja di Janukovyč. Nella prima mattinata, i manifestanti nel centro di Kiev hanno continuato a rifornirsi di molotov e a proseguire l'assedio contro i cordoni della polizia, fortificando le barricate ad ogni posizione conquistata mentre la polizia reagiva utilizzando continuamente i cannoni ad acqua, sparando proiettili di gomma e cercando di interrompere i segnali dei cellulari.
In serata, Vitalij Klyčko aveva organizzato un incontro col presidente Viktor Janukovyč nella sua casa a Mežyhir"ja, nel tentativo di proporre le elezioni anticipare e cercando di fermare ulteriori azioni di violenza. Il meeting si concluse con la promessa da parte del presidente di risolvere la crisi organizzando una "commissione speciale" formata dai rappresentanti d'amministrazione (tra cui il presidente, Janukovyč stesso), il Consiglio dei Ministri e i leader dell'opposizione. In mattinata il presidente ucraino contatta uno dei leader dell'opposizione, Arseniy Jacenjuk, spiegandogli che voleva iniziare i negoziati per porre fine alla crisi politica. Il 20 gennaio la commissione venne annunciata dal Partito delle Regioni (fondato da Janukovyč) con a capo Hanna Herman, senza la presenza del presidente e guidato dal segretario del Consiglio nazionale della Sicurezza e della Difesa Andrij Kljuev. I leader dell'opposizione hanno rifiutato di partecipare al progetto di commissione del governo purché il presidente si astenga dal parteciparvi.

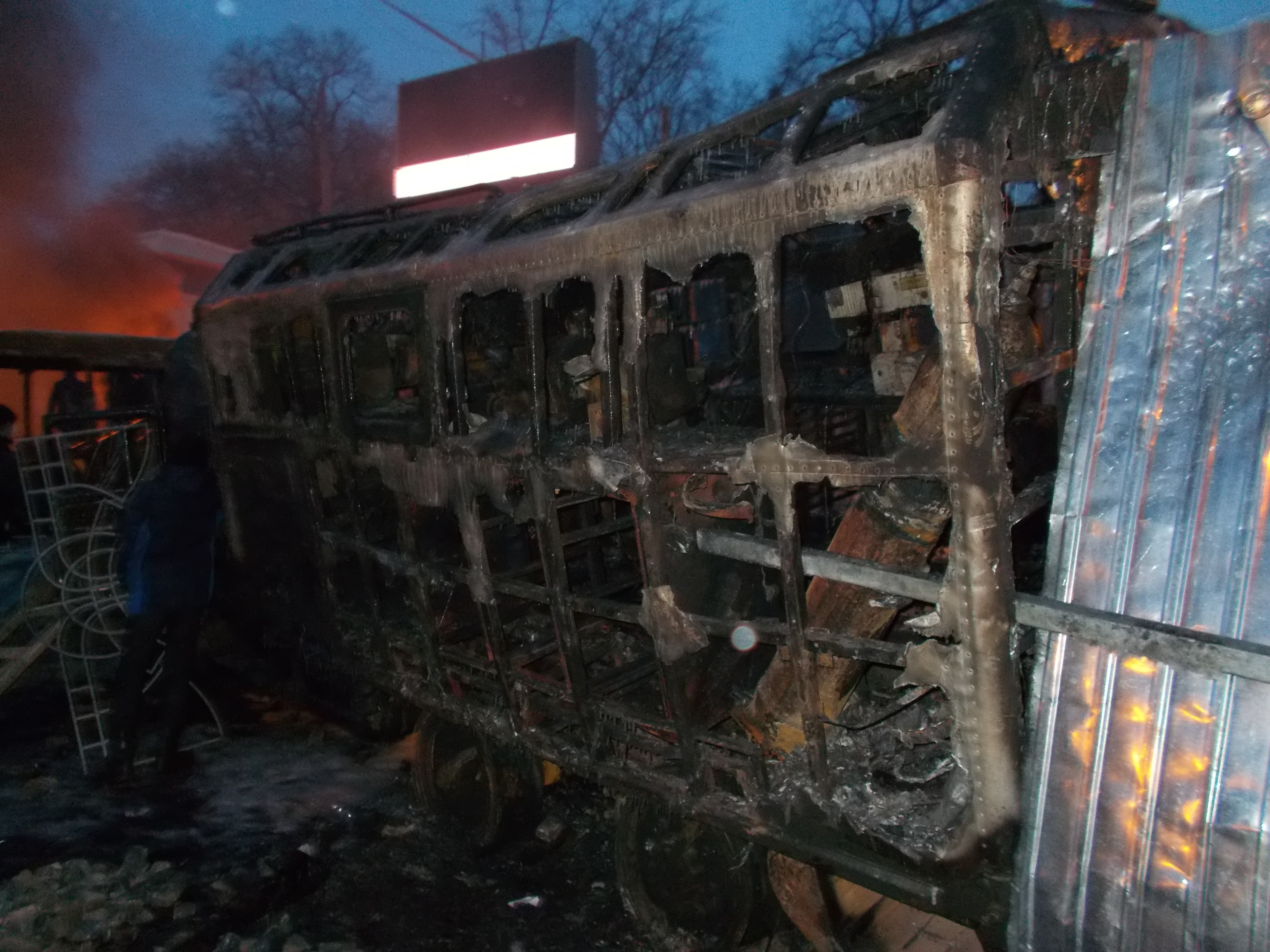
I resti carbonizzati e ghiacciati del blocco di polizia

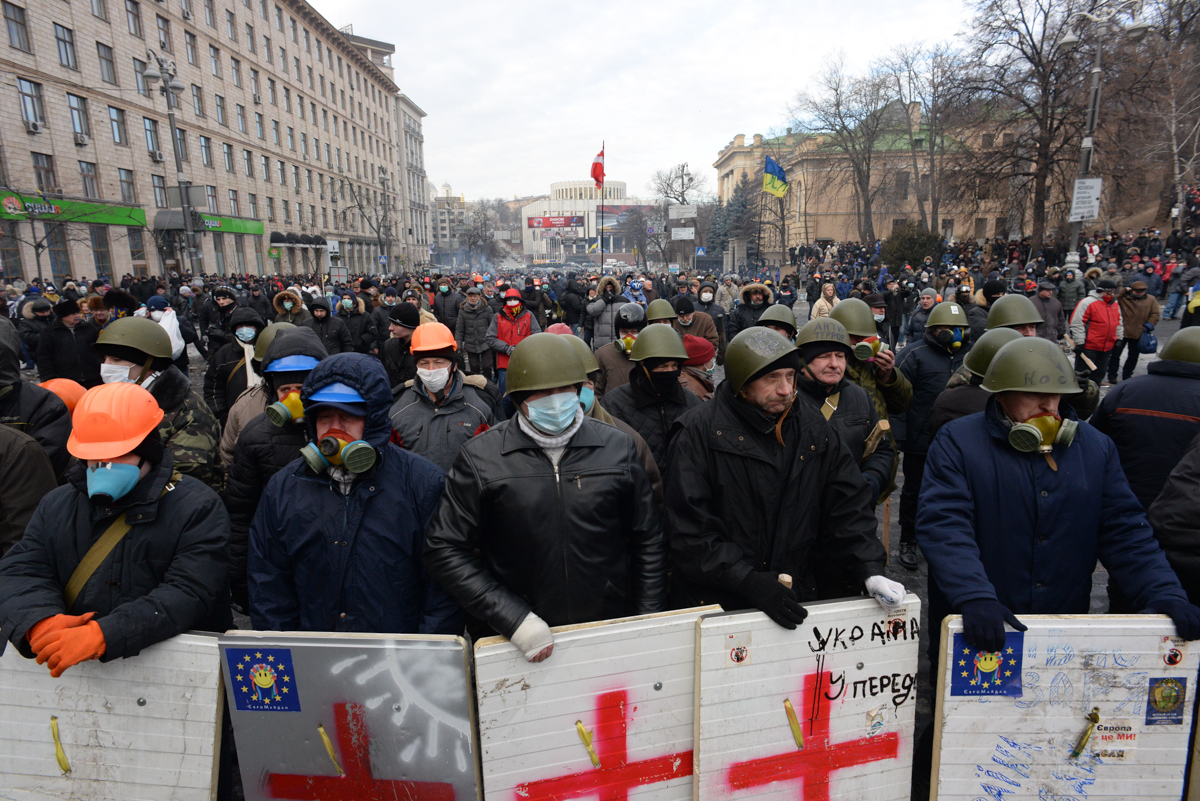
Manifestanti con caschi affrontano la polizia

### 20 gennaio

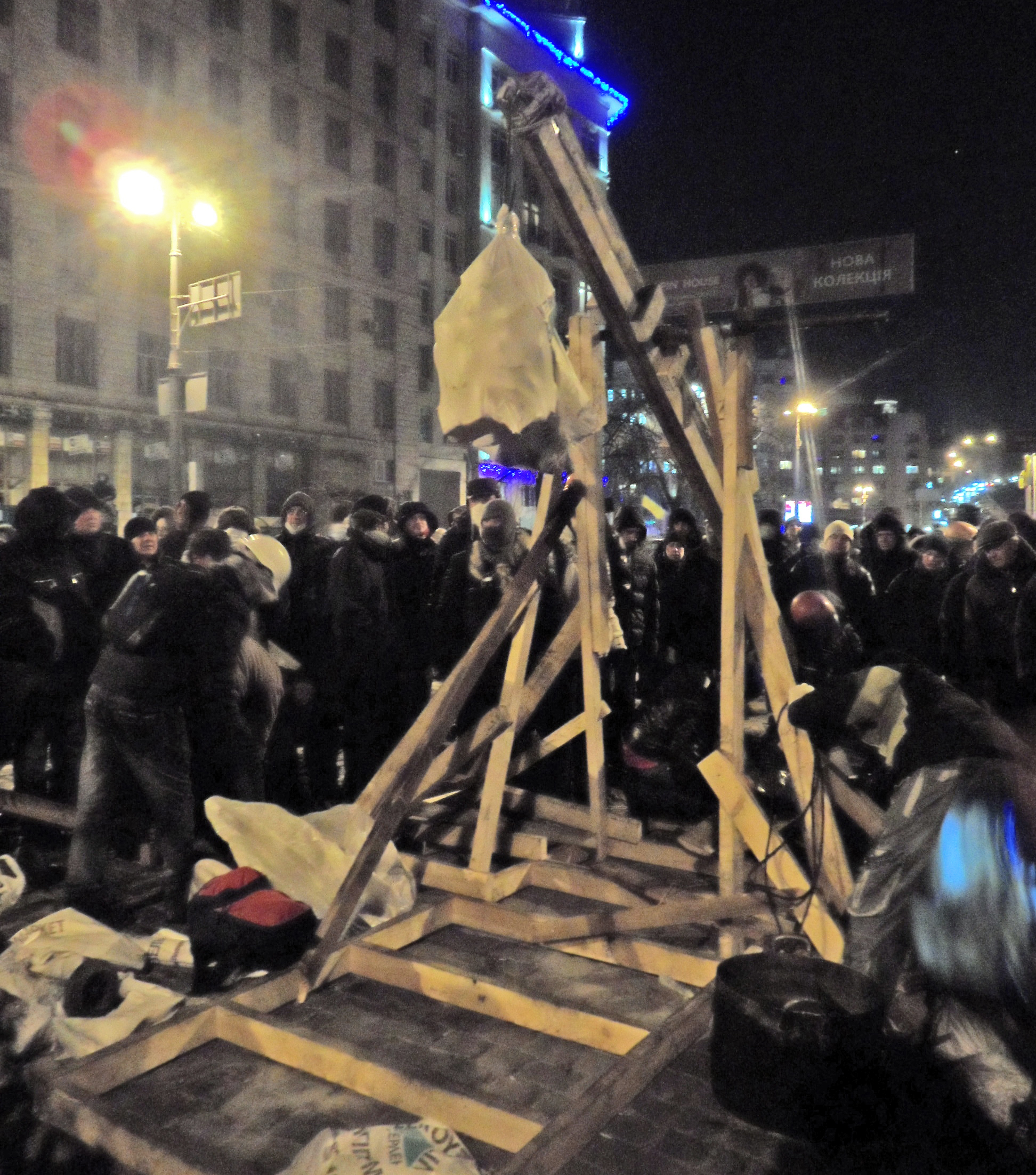
Catapulta eretta dai rivoltosi in Hrusehvskoho Street, Kiev

Gli scontri sono continuati anche durante il 20 gennaio, con migliaia di rivoltosi rimasti in via Hrushevskoho, continuando a lanciare esplosivi e sassi contro la polizia. Dei 5 000 manifestanti presenti nei pressi dello Stadio Dinamo Lobanovski, circa 200 vennero impegnati a confrontarsi contro i circa 500 poliziotti anti-sommossa per tutto il pomeriggio. Poliziotti antisommossa del Berkut vennero filmati da Radio Free Europe lanciare pietre contro i manifestanti mentre facevano gesti osceni verso di loro. I manifestanti crearono una catapulta alta 8 piedi per continuare a scagliare pietre e altri oggetti contro le forze dell'ordine, che reagirono lanciando granate accecanti, pietre e anche molotov contro gli attivisti. Inoltre, i cecchini della polizia cominciano ad occupare i tetti degli edifici della zona, ma sono costretti all'esposizione a causa di fuochi d'artificio e laser. Intorno alle 22:45 presso lo stadio Dinamo si contano circa 10 000 manifestanti, che continuano a battagliare con la polizia. Secondo il Ministero dell'Interno ucraino, i rappresentanti dell'opposizione nel parlamento ucraino, fornivano armi agli attivisti per attaccare la polizia.

### 21 gennaio
Nelle ore del crepuscolo del 21 gennaio, dopo che le leggi anti-protesta avevano avuto effetto giuridico, il presidente Janukovyč ordinò una "sanguinosa repressione", di conseguenza la polizia avvisò i manifestanti tramite gli altoparlanti del fatto che le forze dell'ordine potevano usare le armi. Il ministro dell'Interno, Vitalij Zacharčenko, firmò un ordine esecutivo che autorizzò l'uso della forza da parte della polizia.

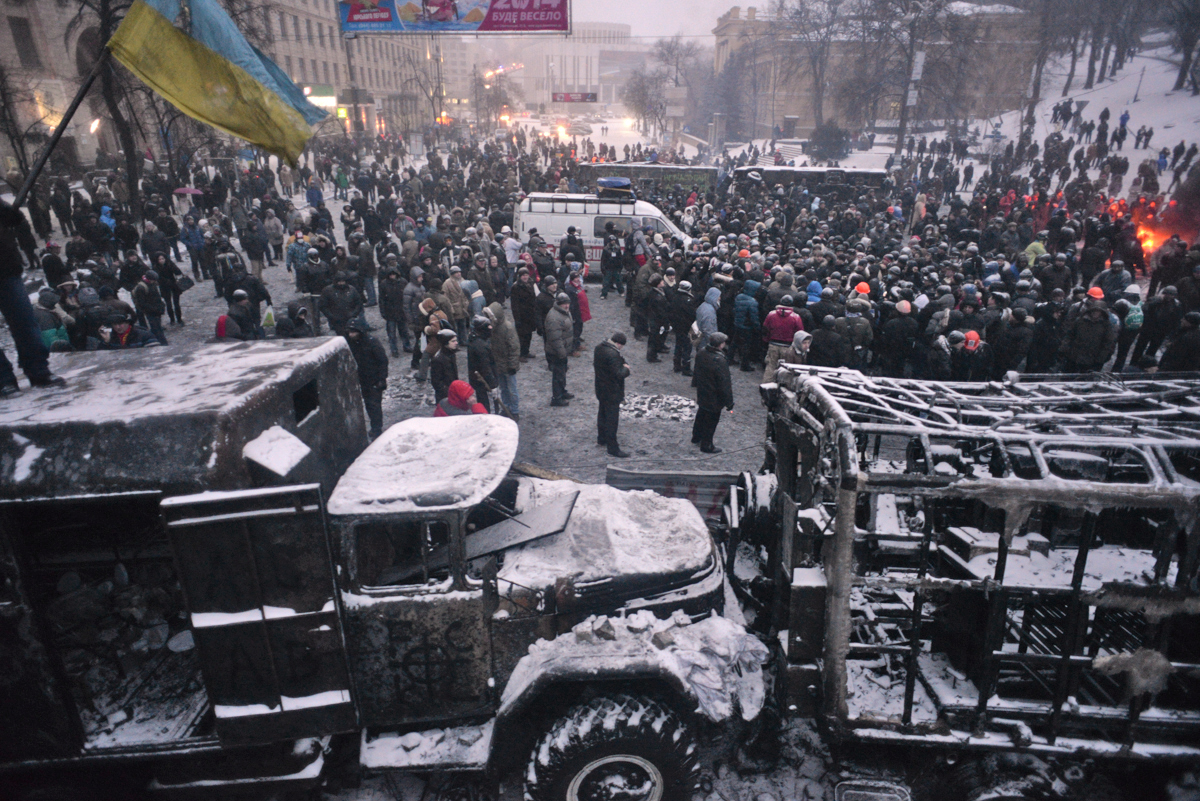
Via Hrushevskoho, Piazza Europea sullo sfondo

I manifestanti ricevettero sms da parte dei loro service provider che recitavano: "Caro abbonato, sei stato registrato come partecipante ai disordini di massa". La responsabilità dei messaggi venne negata dai service provider, di cui due erano di proprietà di società russe. Gli esperti suggerirono che dietro ai messaggi c'era il governo Janukovyč.
Centinaia di titušky armati vennero segnalati da testimoni oculari mentre attaccavano i manifestanti e i passanti, inoltre piccoli veicoli vennero rubati e trasportati tramite dei camion dai mercenari fino al centro di Kiev. Poco dopo, i mercenari occuparono buona parte delle strade di Kiev. In un incidente, Klyčko capitò in via Franko: un titušky lo notò e fuggì. In seguito, Klyčko disarmò due tra i mercenari e li fece confessare: erano stati portati a Kiev da Cherson e gli era stato ordinato di spaccare le auto e fare casino in città. Gli attivisti di AutoMaidan arrestarono altri titušky nel centro della città: i mercenari ammetterono che era stato offerto loro un pagamento di 220 grivnie (€ 15) se avessero vandalizzato Kiev. Diversi mercenari vennero fermati dai manifestanti e raggiunti dai leader dell'opposizione, venendo portati al quartier generale dei partiti dell'opposizione dove, interrogati in diretta televisiva, dichiararono di lavorare per il governo al fine d'incitare la violenza e l'anarchia.
Le truppe Berkut continuano a lanciare molotov contro gli attivisti. La situazione di stallo tra manifestanti e polizia durò fino a mezzogiorno, quando iniziò un cessate il fuoco tra i circa 500 agenti di polizia e i circa 1000 rivoltosi.

### 22 gennaio

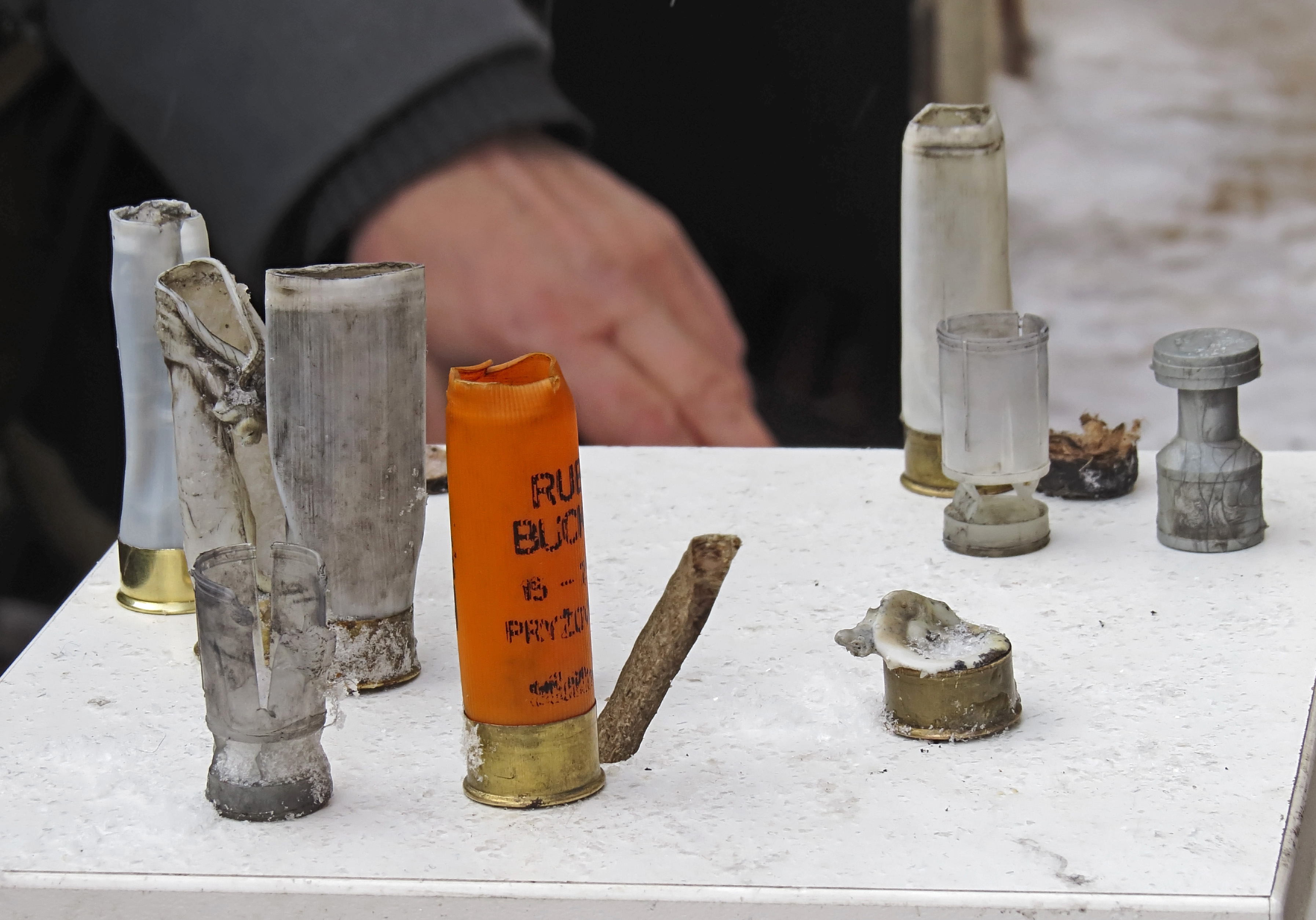
Granate e munizioni di proiettili utilizzati dalla polizia

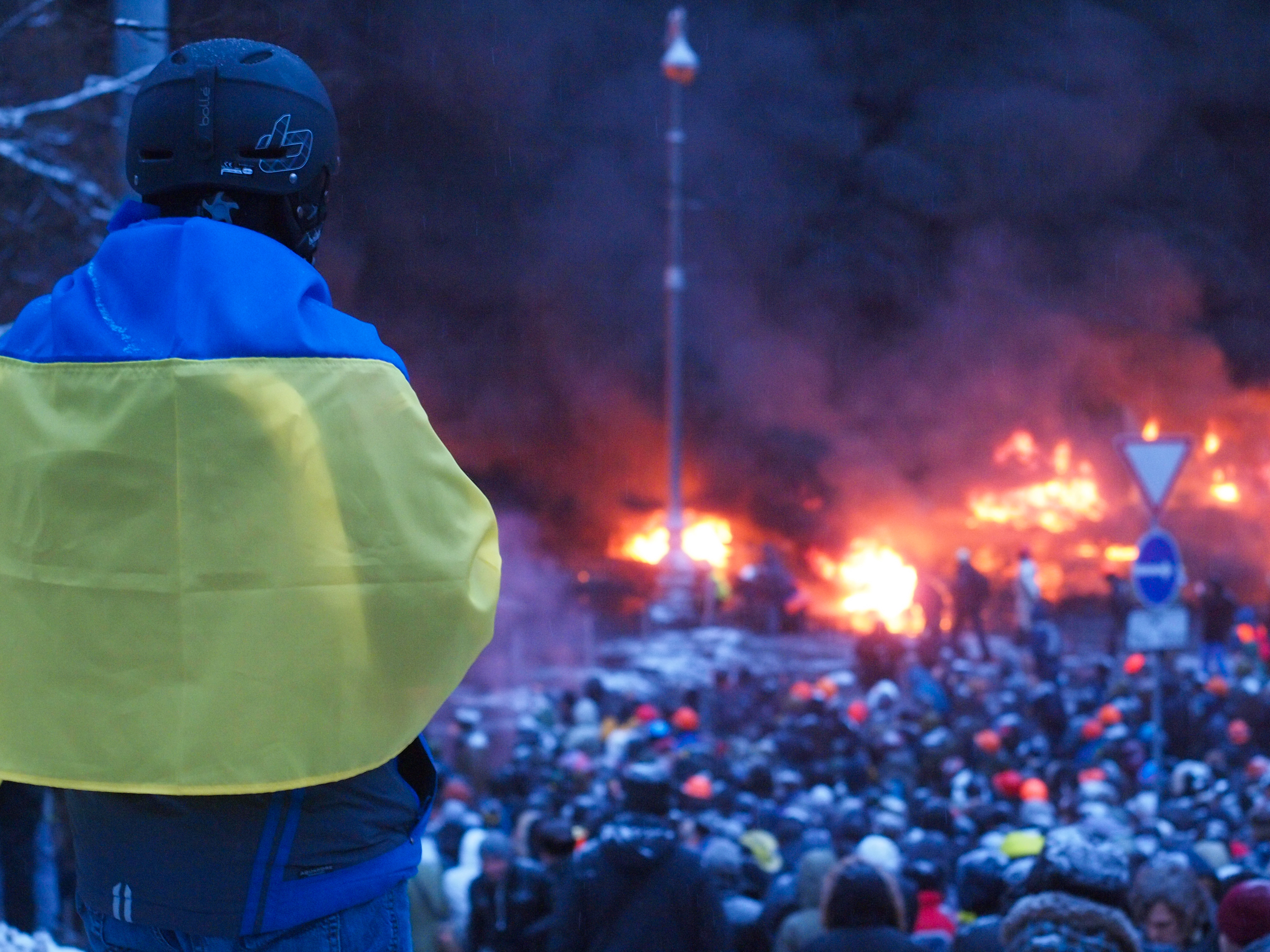
Il 22 gennaio ha visto la maggior violenza del movimento Euromaidan ad oggi.

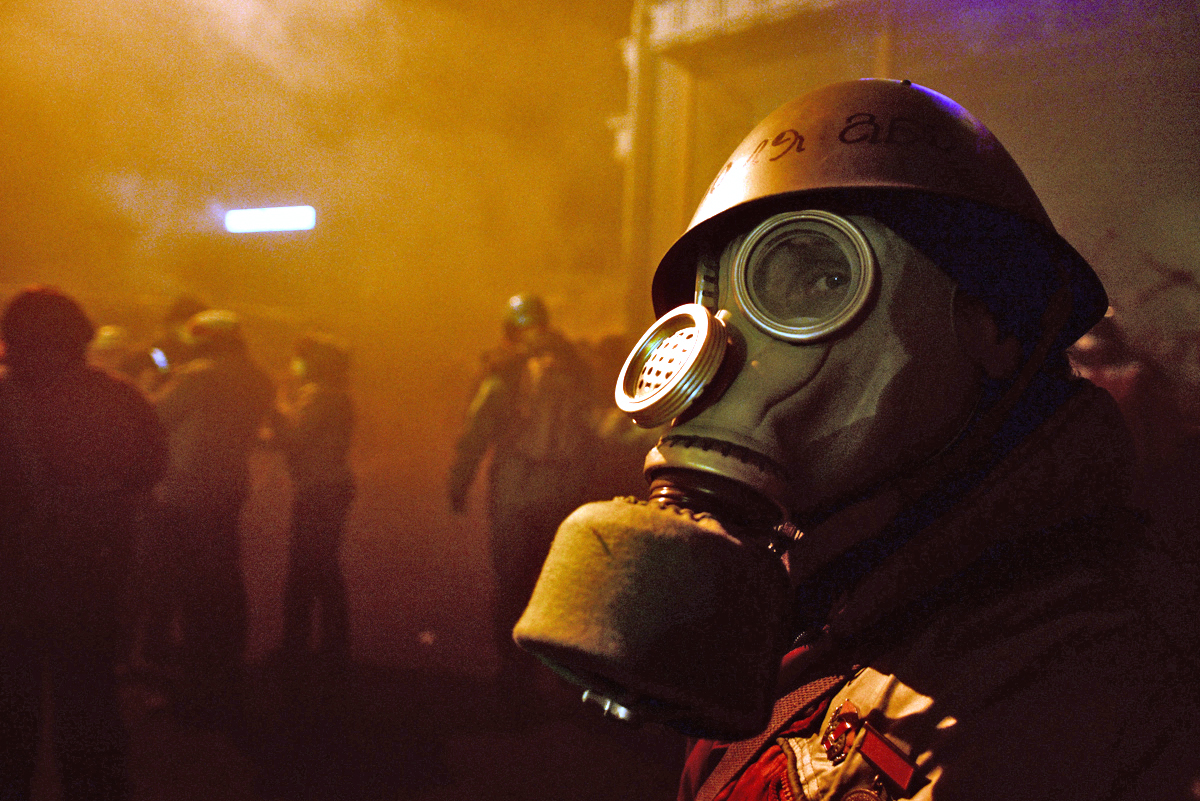
Molti manifestanti indossavano maschere antigas in mezzo al fuoco e gli scontri con il gas proseguirono il 21 gennaio

Alle 6:00 del giorno dell'Unità dell'Ucraina, la polizia sparò ed uccise due manifestanti con proiettili veri. Ricevuta la notizia, i manifestanti si ritirarono e si dispersero presso lo Stadio Dinamo Lobanovski: ciò permise alle forze dell'ordine di riconquistare l'area per un breve periodo, prima di essere nuovamente respinti da una nuova offensiva dei manifestanti.

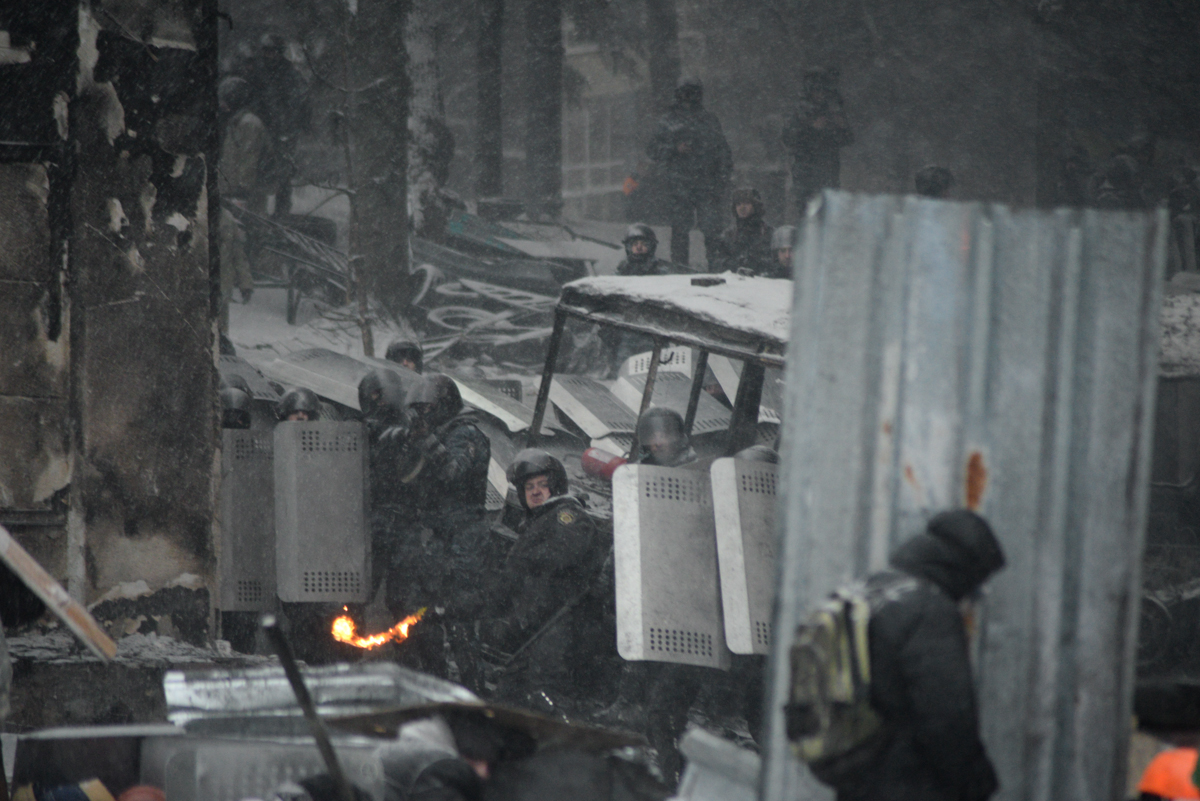
La polizia antisommossa Berkut spara con fucili da caccia e lancia bottiglie molotov contro i manifestanti il 22 gennaio

In risposta all'escalation di violenza, il governo autorizzò la polizia ad aumentare le misure di sicurezza per fermare i disordini e le proteste. La polizia fu ora in grado di bloccare le strade al fine di limitare l'accesso al centro della città ed ebbe inoltre il permesso per usare i cannoni ad acqua contro gli attivisti, indipendentemente dalla temperatura (a -10°). La polizia sparò proiettili di gomma contro giornalisti e cameraman presenti, continuando a lanciare molotov contro i manifestanti. Alcuni testimoni oculari segnalarono invece che la polizia sparava sia con proiettili a gomma sia con proiettili normali indifferentemente tra la folla, colpendo un numero imprecisato di persone. A fine giornata i feriti furono centinaia, e diversi veicoli andarono in fiamme, come nei giorni precedenti. Polizia e medici confermarono che erano stati utilizzati dei proiettili normali nell'uccisione dei due manifestanti, a differenza di quanto ribadito dal Primo Ministro Mykola Azarov che sosteneva la tesi che le forze dell'ordine non avessero munizioni. Il coordinatore del corpo medico degli attivisti ribadì che a fine giornata c'erano stati cinque morti, quattro a causa di colpi d'arma da fuoco e uno a causa di una caduta. Circa 100 metri dietro la linea del fronte, i manifestanti eressero una barricata secondaria fatta con cemento e acciaio presi dagli enormi cartelloni al fine di rallentare gli agenti di polizia nel caso in cui avessero cercato di inseguire i rivoltosi durante una nuova protesta in piazza. In serata si contarono circa 300 feriti e 4 morti uccisi dalle armi della polizia.

### 23 gennaio

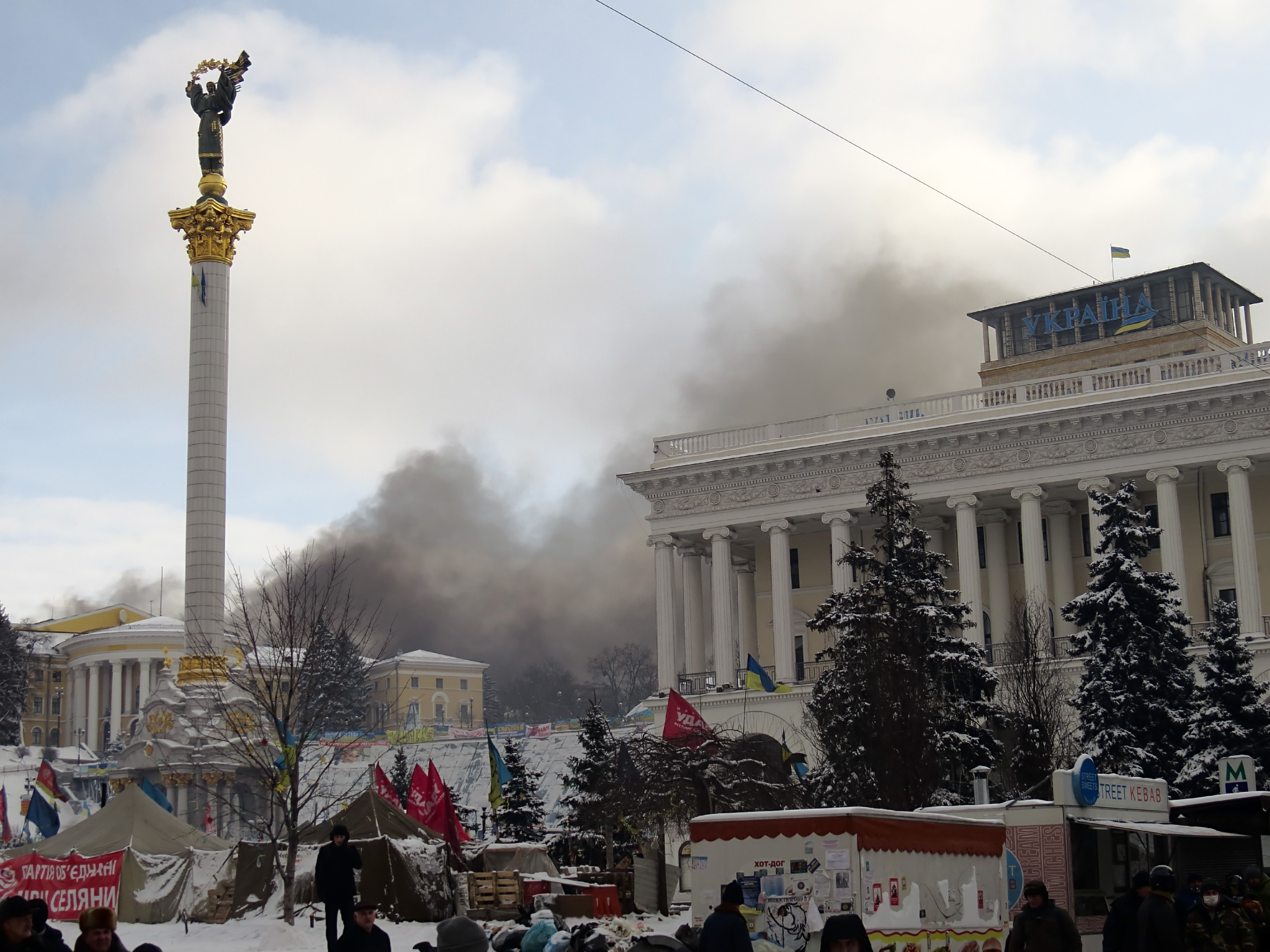
Fumo da via Hrushevskoho visto da Maidan Nezalezhnosti

La tregua tra le due parti era tenuta dall'ultimatum dell'opposizione al governo, che scadeva alle 20:00. Il fuoco si estese dalla zona di conflitto e un negozio venne bruciato al primo piano di un palazzo di sette piani, 40 metri quadrati di superficie (a Vicolo del Museo, 2). The fire was caused by the burning rubber tires that block the vulytsia Hrushevskoho. The burning tires were set to provide smoke screen for protesters.
Gli attivisti di EuroMaidan documentarono la brutalità delle polizia con delle istanze e il sadismo mostrato in più occasioni dei reparti Berkut e dalle Truppe Interne dell'Ucraina, in cui gli ufficiali avrebbero aggredito sia attivisti sia persone a caso e gli avrebbero umiliati rivolgendogli espressioni volgari e costringedoli a spogliarsi nudi. In un video pubblicato su YouTube, le truppe del Ministero degli Interni torturano e umiliano un attivista dell'EuroMaidan in via Hrushevskoho, dove è stato spogliato nudo al freddo dopo essere stato picchiato e in quel momento gli ufficiali lo avrebbero pure fotografato. Il video era in prossimità di essere chiuso, indicando che è stato pubblicato da un ufficiale, segno di malcontento tra le forze di polizia. La BBC stava intervistando un altro manifestante che, poco dopo aver fotografato la via Hrushevskoho, è stato picchiato e accoltellato dagli agenti di polizia.
Il 23 gennaio venne reso noto che le forze di polizia antisommossa avevano ampliato il proprio arsenale, usando anche bombe improvvisate, chiodi e schegge oltre alle tradizioni granate stordenti. Nella stessa giornata il Ministro degli Interni ucraino si è scusato ufficialmente per le "azioni inaccettabili di persone in uniforme della polizia" considerate scandalose in un video dove è ripreso un detenuto nudo. A seguito di alcuni colloqui di pace con il presidente Janukovyč, i leader dell'opposizione Klyčko e Tjahnybok scesero in via Hrushevskoho per annunciare ai manifestanti l'accordo su una tregua con il governo in cambio di tutti i manifestanti arrestati o detenuti ma l'annuncio venne preso negativamente dagli attivisti, contrari alla tregua con il governo sostenuta dai due leader. Tjahnybok, tra i promulgatori dell'accordo con Janukovyč, rivelò che il presidente aveva intenzione di arrestare 1 000 attivisti nei cinque giorni successivi e che se le rivolte fossero continuate l'accordo sarebbe saltato. In seguito Klyčko proclamò uno sciopero nazionale, affermando d'esser pronto a scendere in campo. In seguito, in accordo con la folla che decise di troncare gli accordi con il governo, si decise di allargare la protesta dell'EuroMaidan a via Hrushevskoho.

### 24-25 gennaio

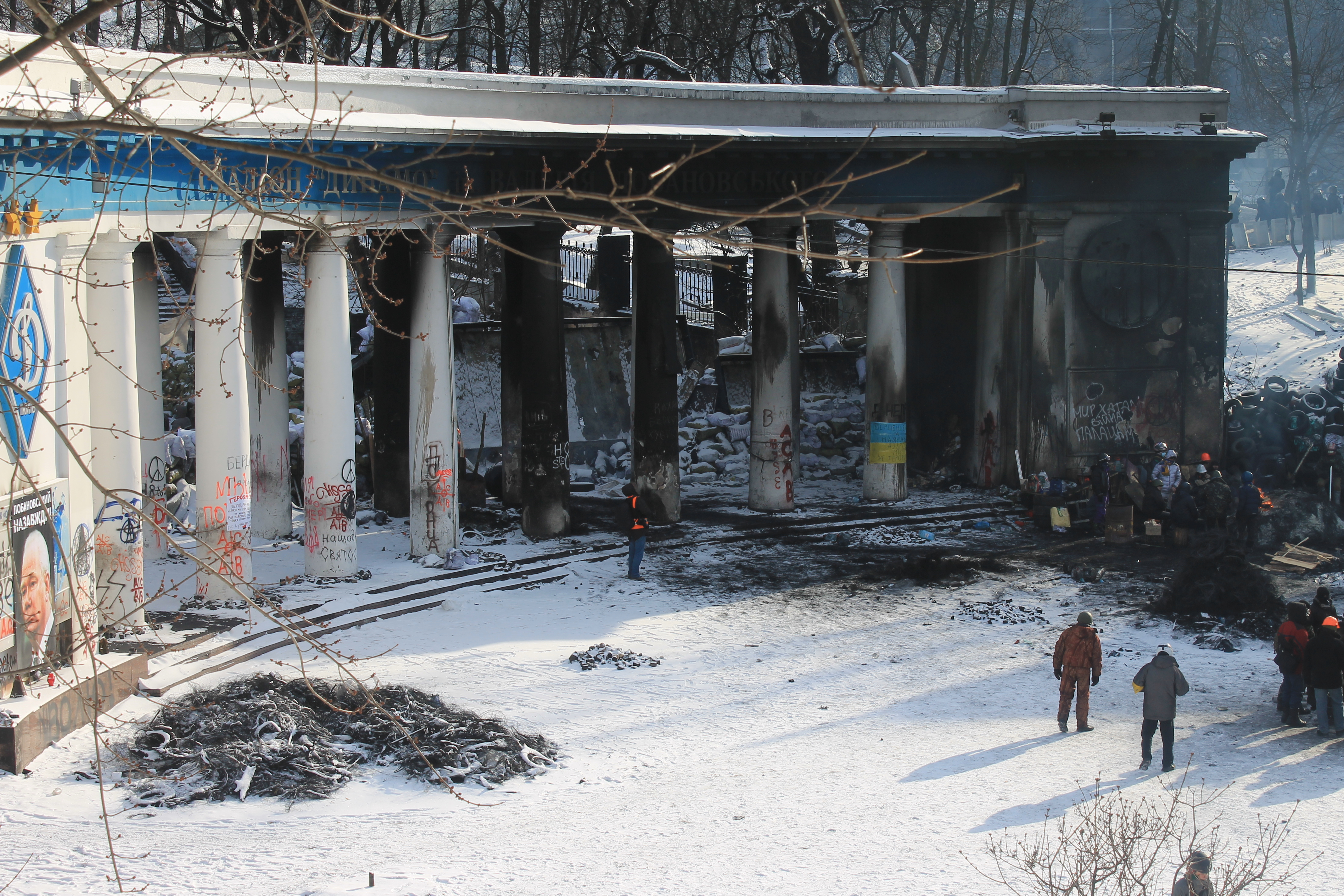
L'entrata dello Stadio Dinamo Lobanovski, luogo dove è avvenuta la maggior parte del conflitto.

Gli attivisti costruiscono tre nuove barricate in via Hrushevskoho per proteggere il campo di protesta dell'Euromaidan presso Piazza dell'Indipendenza. Dei rapporti suggeriscono una possibile frattura tra i manifestanti dell'Euromaidan e la frazione più estremista di via Hrushevskoho.
Volodymyr Rybak, presidente della Verchovna Rada, riferisce tramite i mezzi televisivi che la questione d'introdurre lo stato d'emergenza non verrà affrontata nella sessione straordinaria del Parlamento ucraino in programma nella giornata del 28 gennaio, dove invece si tratterà della difficile situazione cercando di prendere in considerazione una soluzione pacifica per risolvere la crisi politica. Alle 5 del mattino del 25 gennaio i manifestanti raggiunsero una tregua con le forze di polizia e in mattinata la situazione era calma. Nonostante ciò, la tregua non durò molto e alle 10:30 gli scontri ripresero. Tra i molti episodi, sono segnalati quelli di violenza dei reparti Berkut, che continuano a sparare alla cieca sulla folla dei manifestanti.
Verso mezzanotte le truppe interne raggiungono i pressi della "Casa ucraina", un complesso di cinque piani che ospita svariati eventi, punto strategico tra il Maidan e gli attivisti di via Hrushevskoho, che aveva intenzione di avvicinarsi alla zona. I manifestanti tentano di recuperare la posizione lanciando un'offensiva contro le truppe interne, distruggendo alcune finestre e dando fuoco a parte dell'edificio. All'esterno, i manifestanti creano un corridoio per far uscire le forze di polizia di loro spontanea volontà e lo stallo dura 6 ore prima che la polizia si arrende dopo aver negoziato con Klyčko. I manifestanti che hanno occupato l'edificio, sostengono d'aver scoperto dei bossoli sul tetto, affermando che la polizia, presente nel complesso fino al mattino, potrebbe aver usato i tetti per sparare contro i manifestanti nella giornata del 22 gennaio scorso.

### 28 gennaio-17 febbraio

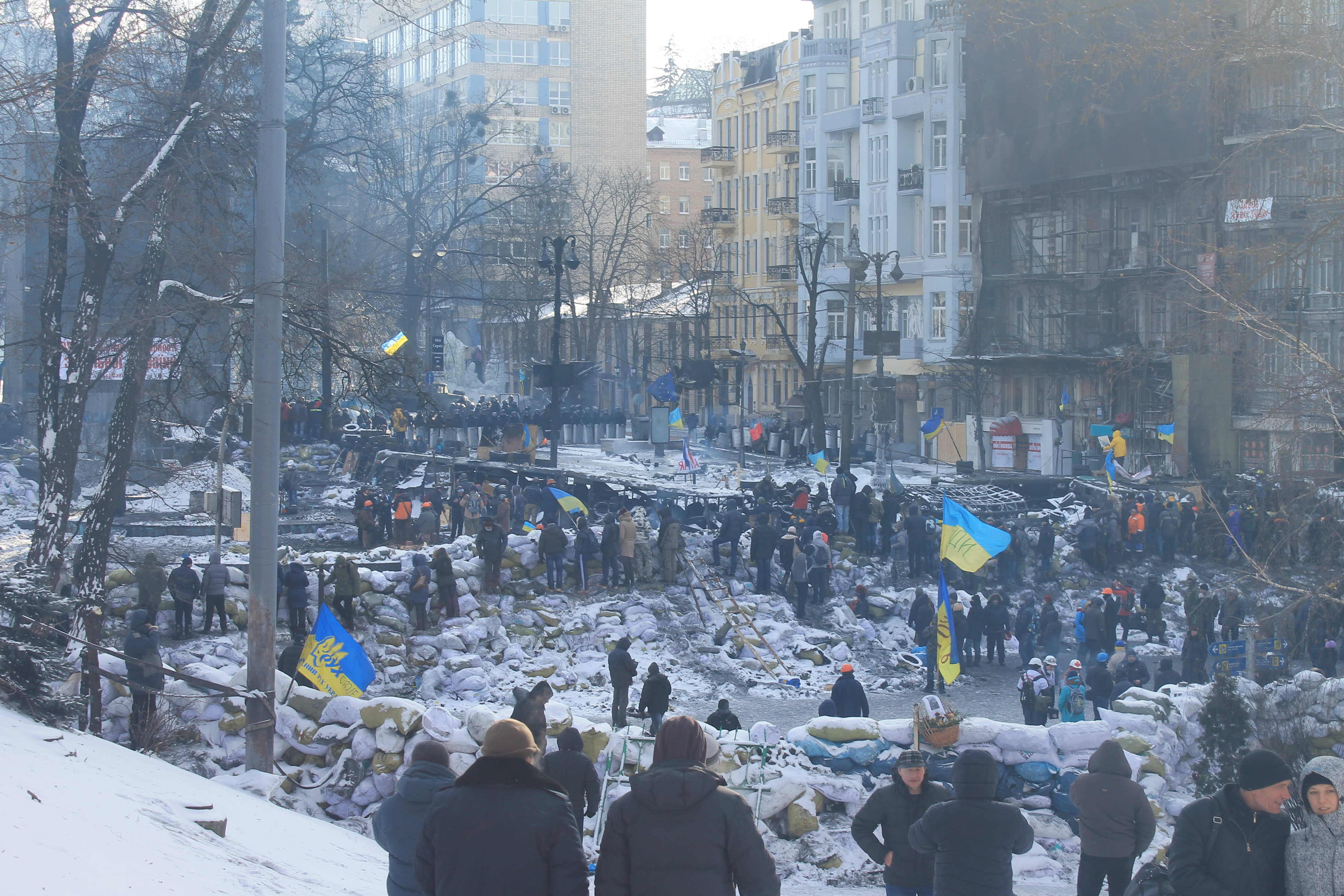
Barricate in via Hrushevskoho, 29 gennaio 2014.

Il 28 gennaio, il Primo Ministro Mykola Azarov annuncia le proprie dimissioni al presidente Viktor Janukovyč, poche ore prima d'esser sfiduciato dal Parlamento ucraino. Le sue dimissioni portano alla rimozione di tutta l'amministrazione Azarov, che il presidente Janukovyč conferma firmando un decreto che dimette il resto del gabinetto di Azarov. Tuttavia, Azarov e il suo governo rimarranno nei propri uffici fino alle nuove elezioni.
I legislatori filo-governativi si sono uniti all'opposizione in Parlamento per abrogare 9 delle 11 leggi anti-protesta, che aveva innescato gli scontri. Janukovyč ha anche proposto l'amnistia per i manifestanti se avessero abbandonato le proteste. Inoltre, ha promesso la nascita di un comitato che vorrebbe proporre delle revisioni alla costituzione ucraina per diminuire il potere del presidente. La maggior parte degli spettatori non si aspettava che queste concessioni da parte di Janukovyč fossero sufficienti a placare le proteste dei manifestanti, che continuano a chiedere le dimissioni del presidente.
Il 2 febbraio seguente, 5 000 attivisti si sono ritrovati in via Hrushevskoho per sostenere la situazione di stallo che la stampa ucraina definisce come "duraturo".
Quattro giorni dopo, migliaia (secondo l'UNIAN circa 3 o 4 000) attivisti dell'opposizione ucraina, alcuni protetti da scudi e con mazze da baseball, marciano da Piazza dell'Indipendenza verso l'edificio della Verchovna Rada, sede del Parlamento ucraino, (secondo BBC News), in una dimostrazione di forza. Per Andrij Parubij, tra i capi dell'Euromaidan, la marcia fu un avviso contro le autorità, che se non considereranno le esigenze dei manifestanti, subiranno azioni più decise da parte dei manifestanti, "la prossima volta".
Il 14 febbraio, Pravyj Sektor, nel rispetto della legge di amnistia che prevede la liberazione dei manifestanti, ha accettato di ripristinare il traffico in via Hrushevskoho. Tutti i membri dell'Autodifesa Nazionale UcrainaUkrainian National Self-Defence (UNSO) lasciano la zona. Nel contempo però, il partito chiede la chiusura immediata di tutti i casi contro i manifestanti, dicendo: "Se questo non viene fatto il più presto possibile, ci riserviamo il diritto di agire a nostra discrezione". Il consiglio Maidan inoltre convenne di ripristinare il traffico; "Questo non significa che si arrendono gli edifici, questo non significa che stiamo tirando giù le barricate, questo significa che ci sarà parzialmente uno sblocco di via Hrushevskoho per ripristinare il traffico," ha detto l'attivista di Maidan Andriy Dzyndzia, e ha anche ribadito che i manifestanti rimarranno in via Hrushevskoho.
Tre giorni dopo, un attivista venne accoltellato dopo aver attraversato il lato delle barricate controllato dalla polizia.

### 18–23 febbraio
Il 18 febbraio, migliaia marciarono sul Parlamento e vennero accolti con centinaia di forze di polizia e Berkut. Pneumatici vennero incendiati a via Hrushevskoho.

## Partecipanti

### Parti neutrali

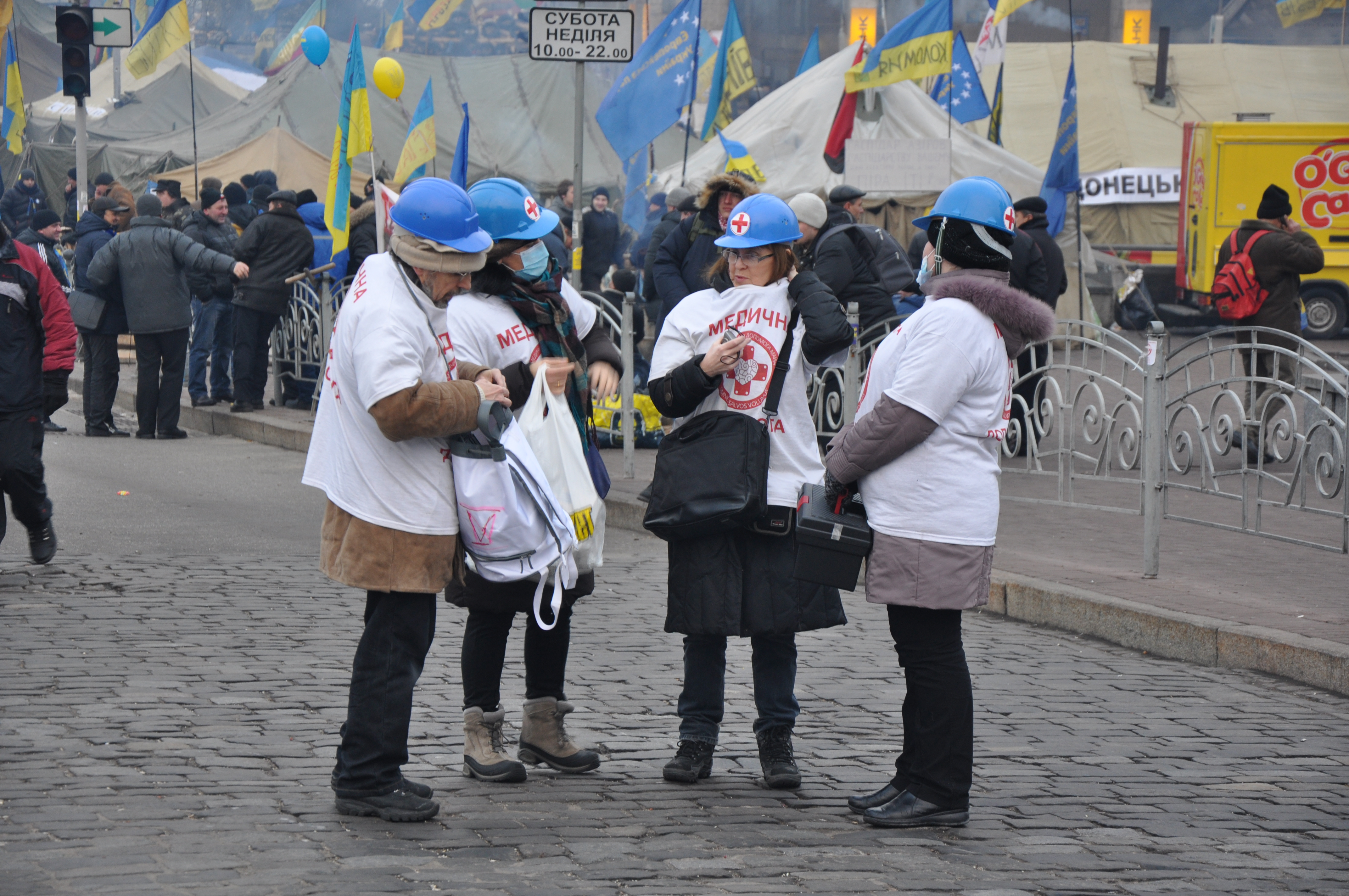
Volontari medici dell'Euromaidan

Durante gli scontri, dei medici volontari lavorarono per curare i feriti: circa 20 volontari della Croce Rossa ucraina e circa 30 medici appartenenti al servizio medico dell'Euromaidan parteciparono ai soccorsi dei manifestanti.

### Unità di autodifesa
Le barricate invece vennero costruite dal partito Pravyj Sektor, dall'unità di anti-difesa UNA-UNSO e da altre unità di anti-difesa. In particolare, una di queste era guidata da un ebreo e formata da georgiani, azeri, armeni e russi.

## Vittime

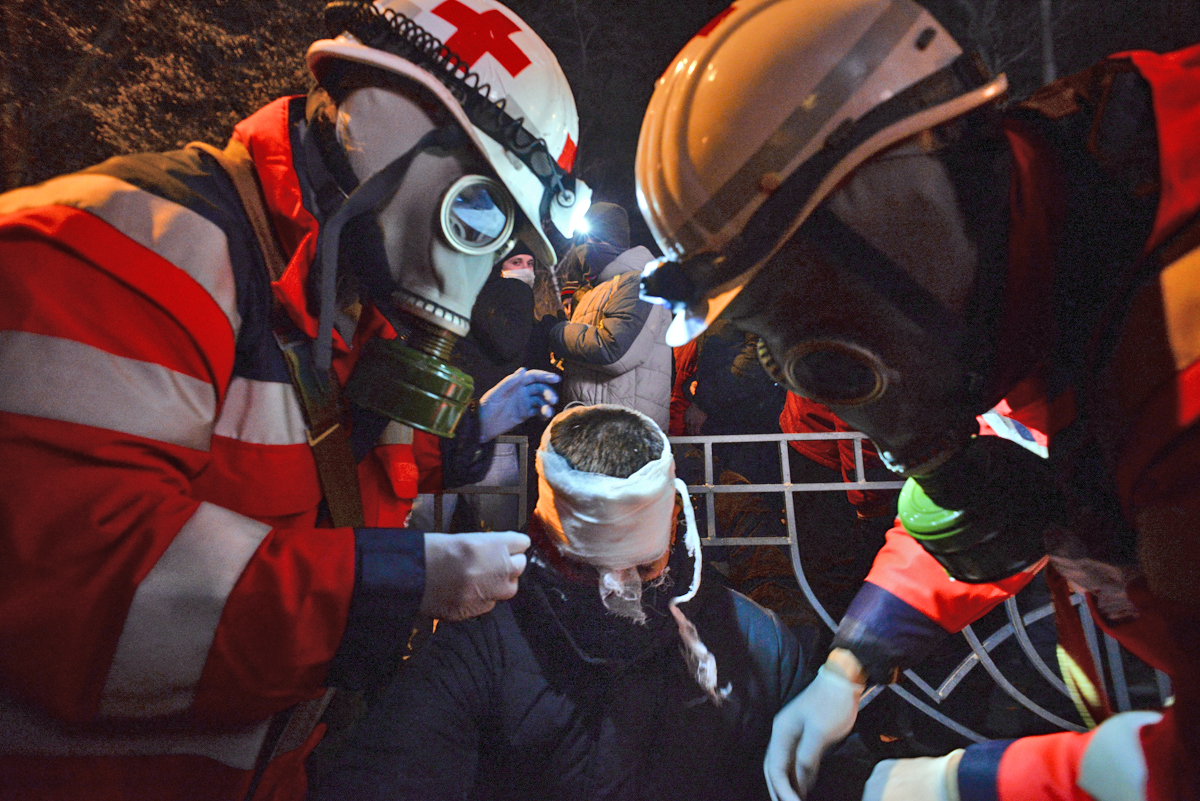
Red Cross medics in gas masks attend to the wounded

### Manifestanti
Secondo i medici presenti sul luogo, il 21 gennaio sono state ferite 300 persone, più di 400 nel giorno successivo e 70 il 23 gennaio. Secondo i medici della città, tra il 19 e il 23 gennaio 157 manifestanti hanno chiesto un aiuto medico e 72 sono stati ricoverati in ospedale. La maggior parte delle denunce sono state fatte presso il centro di assistenza fornito dal Maidan tra le barricate di via Hrushevskoho. Tra i feriti curati negli istituti ospedalieri, molti sono stati arrestati.
Una dei leader dell'EuroMaidan, Lesja Orobec', è stata presa di mira dalla polizia in un attacco a sfondo politico e arrestata assieme a tre guardie che erano con lei. In un episodio di inusuale e crudele punizione da parte delle forze dell'ordine, due manifestanti sono stati arrestati, fatti spogliare nudi, cosparsi d'acqua e fatti correre verso il Maidan con temperature al di sotto dello zero, mentre i reparti Berkut gli sparavano contro proiettili di gomma. I due manifestanti hanno perso la vista.

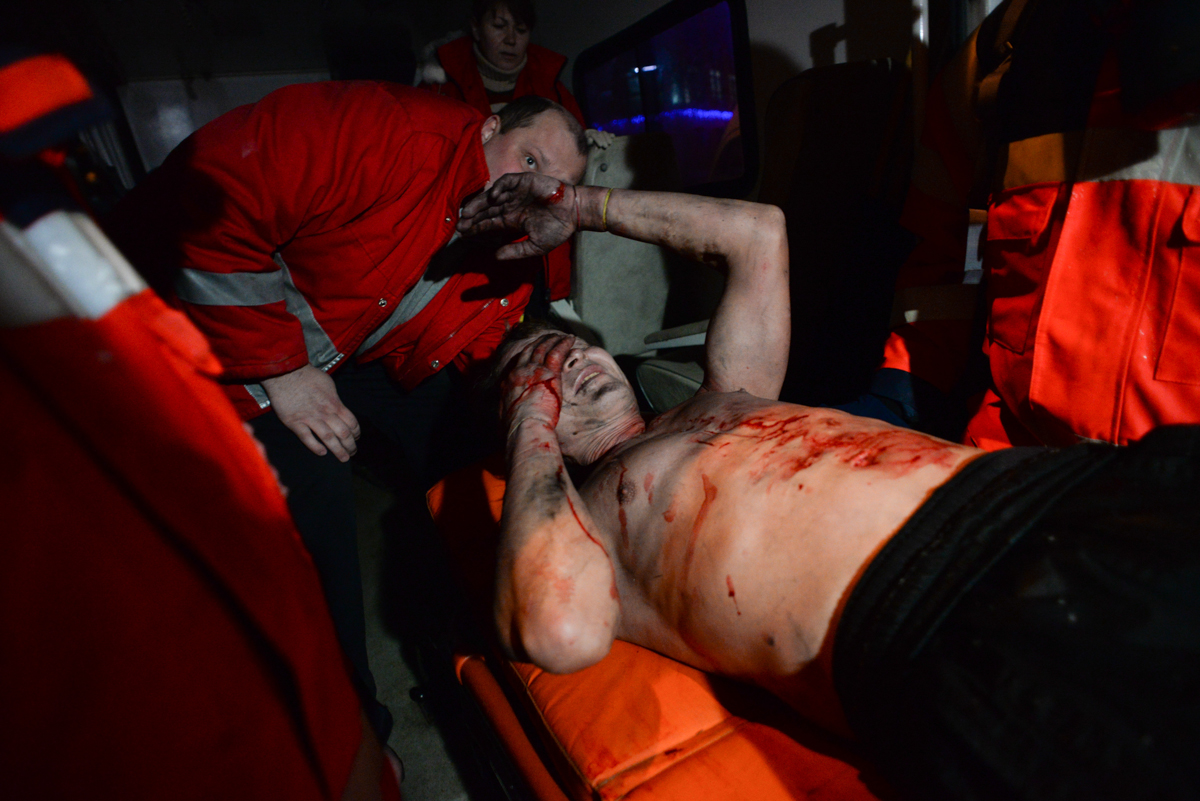
Volontari ucraini della Croce Rossa prestano il primo soccorso a un manifestante dell'Euromaidan ferito

Diversi giornalisti hanno sostenuto d'esser stati presi di mira dalla polizia, che gli ha sparato contro deliberatamente. 26 sono rimasti feriti, due gravemente a causa delle granate stordenti lanciate dalla polizia, mentre altri due sono stati arrestati dalle forze dell'ordine. Oltre 30 attivisti sono stati arrestati. Almeno 42 giornalisti sono rimasti coinvolti negli scontri di via Hrushevskoho nella giornata del 22 gennaio.

### Morti
Secondo i rapporti, la prima vittima risale al 21 gennaio, quando un ventiduenne precipitò da un colonnato di 13 metri di fronte allo Stadio Dinamo Lobanovski a seguito di uno scontro con i reparti Berkut e subì fratture alla spina dorsale delle sue vertebre cervicali. Non si sa se sia saltato per sfuggire agli agenti, se sia caduto accidentalmente o se sia stato spinto delle forze Berkut.

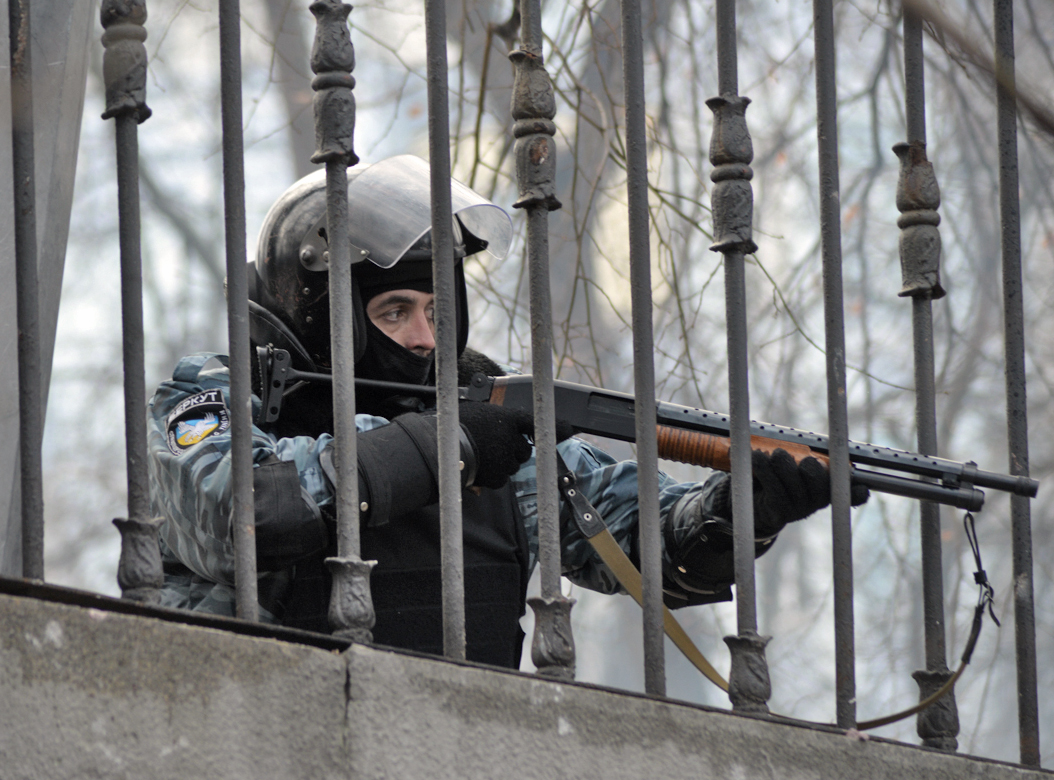
Soldato del Berkut armato di un fucile.

Nella mattinata del 22 gennaio la polizia uccide Serhij Nigojan, un attivista armeno dell'EuroMaidan arrivato a Kiev da Dnipropetrovs'k. Un cecchino della polizia uccide Michail "Loki" Žyzneǔskyj, cittadino bielorusso membro dell'UNA-UNSO. La scientifica scopre che Nigojan è stato ucciso con un fucile a pompa, mentre Žyzneǔskyj è stato colpito da un cecchino, scoperte confermata dei medici che hanno trovato ferite procurate dal fucile di precisione Dragunov e probabilmente anche dalla pistola Makarov. Il 23 gennaio i coordinatori del servizio medico dell'EuroMaidan riferiscono di altre due presunti morti, basandosi sui filmati televisivi nei quali la polizia trascinava due cadaveri. Il 25 gennaio seguente, Roman Sedyk, ferito tre giorni prima durante gli scontri di via Hrushevskoho, muore in un ospedale di Kiev. In un rapporto pubblicato il 25 gennaio, secondo una società specializzata in consulenze su armi e munizioni di Perth, i proiettili usati dalla polizia negli scontri sarebbero dei proiettili perforanti usati per fermare i veicoli, sparare attraverso porte e penetrare armature.
Il 28 gennaio, Bohdan Kalyniak muore in ospedale a causa di una polmonite, dopo aver subito le cannonate d'acqua sparate dalla polizia mentre la temperatura era sotto lo zero durante gli scontri di via Hrushevskoho. Il giorno dopo, due uomini sono stati colpiti da alcuni proiettili sparati in via Hrushevskoho: all'arrivo in ospedale il più vecchio dei due è deceduto a causa delle ferite riportate.

### Polizia
Secondo quanto riferito dal Ministero dell'Interno, un centinaio di poliziotti antisommossa sono rimasti feriti durante gli scontri del 19 gennaio: di questi, 61 hanno subito un ricovero ospedaliero. Secondo il sito ufficiale del Ministero dell'Interno, i manifestanti avrebbero catturato un agente delle forze Berkut e lo avrebbero picchiato fino a mandarlo in ospedale. Dei video mostrano diversi manifestanti lanciare molotov contro gli agenti di polizia, ferendone alcuni.
Il 23 gennaio, 235 agenti sono rimasti feriti e 104 sono stati ricoverati in ospedale mentre, al 25 gennaio, 1 340 erano ammalati soprattutto di polmonite e ipotermia.

## Reazioni nazionali
- Vitalij Klyčko accusa il governo di avere il sangue dei manifestanti sulle proprie mani dopo non aver dato risposte sulla richiesta di elezioni anticipate e su quella per abrogare le leggi anti-protesta.[118]
- I rivoltosi sono descritti come giovani "stanchi di aspettare l'azione" e "impazienti nei confronti delle azioni del governo (compresa l'opposizione)". I media ucraini li collocano come vicini al partito neonazista Pravyj Sektor, fino al quel momento poco conosciuto.[119] Arsenij Jacenjuk sostiene che le azioni degli estremisti sono state organizzate dal governo per poter giustificare le repressioni. Secondo altri invece, gli estremisti trovano l'appoggio della maggioranza dei manifestanti, non essendo in minoranza quindi nell'EuroMaidan.[17]
- Il procuratore generale dell'Ucraina Viktor Pšonka ha incolpato della situazione i "due mesi di retorica da politici irresponsabili, le loro promesse poco profonde e l'impunità per i crimini."[28] Nel frattempo, il Ministero dell'Interno ha dichiarato che si riserva di usare ancora maggior forza per reprimere le proteste, difendendo l'uso dei proiettili di gomma e negando quello degli idranti sui manifestanti.[120] Sempre secondo il Ministero dell'Interno, la polizia non avrebbe agito così duramente e che avrebbe tutto il diritto di usare le armi da fuoco contro gli attivisti.[121] Il Partito delle Regioni ha ringraziato le forze dell'ordine condannando l'opposizione, rea d'aver organizzato i disordini di via Hrushevskoho e di Piazza Europea.[122] Il partito ha chiesto un "dialogo nazionale" e ha ricordato all'opposizione "la sua responsabilità per il futuro europeo dell'Ucraina"[122] e nella città di Luhans'k hanno chiesto al presidente di dichiarare lo stato d'emergenza nella regione.[123] In seguito alle morti provocate dalla polizia tra il 21 e il 22 gennaio, Janukovyč ha espresso rammarico sulle morti e ha condannato la violenza "provocata da estremisti politici".[55]
- Il leader del Partito delle Regioni Arsen Klinčaev ha dichiarato a Luhans'k che la polizia ha fatto bene ad uccidere quelle quattro persone e che, anzi, doveva essere più severa.[124]
- In un'intervista alla BBC, il Primo Ministro Mykola Azarov, ha dichiarato che la polizia non era armata e non era sui tetti degli edifici e che le riprese dei manifestanti sono solo "provocatorie".[125] In seguito, un altro esponente del Partito delle Regioni, Evhen Balickij, ha accusato la NATO d'aver posizionato dei cecchini per uccidere i manifestanti.[126]
- Il capo dei servizi di sicurezza ucraini, Oleksandr Jakimenko, ha dichiarato che gli estremisti hanno sequestrato 1 500 armi e 100 000 munizioni in un solo giorno. In molte parti del paese, autorità pubbliche, installazioni militari e depositi di munizioni sono stati sequestrati.[127]

## Reazioni internazionali
La reazioni internazionali sono state tante, soprattutto dai paesi europei ma anche da Canada e Stati Uniti, e tutte univoche, condannando gli atti di violenza perpetrati dalla polizia.
Tra le tante dichiarazioni, spiccano quella del presidente della Commissione europea José Manuel Durão Barroso che, in una telefonata con Janukovyč del 23 gennaio, ha minacciato sanzioni nei rapporti bilaterali con l'Unione europea nel caso in cui la situazione in Ucraina non si fosse stabilizzata e la reazione degli Stati Uniti alle 22 morti ucraine, che ha deciso di revocare i visti dei funzionari ucraini coinvolti nelle violenze. Tra gli altri, sono stati prescritti Volodymyr Oliynyk e Olena Bondarenko.
Tra gli attivisti invece, il 23 gennaio i sostenitori sono andati presso l'ambasciata russa in Ucraina che teneva una bandiera con la scritta "Ucraina, siamo con te". Undici partecipanti sono stati arrestati. Una precedente azione di supporto è stata fatta a Mosca il 2 dicembre 2013.
Nella stessa giornata del 23 gennaio, i sostenitori degli attivisti a Minsk hanno mostrato solidarietà verso l'Euromaidan.